# Romualdo Tecco
Romualdo Tecco (Boves, 4 luglio 1802 – Torino, 19 maggio 1867) è stato un diplomatico italiano.